# Севанаванк
Севанаванк (арм. Սեւանավանք) — монастырь на северо-западном побережье озера Севан Гегаркуникской область Армении. Комплекс строений расположен на одноимённом полуострове Севан, который ранее являлся небольшим островом.

## История
До IX века монастырь состоял из двух церквей: маленькой церкви Св. Карапет и просторной трёхнефовой церкви Св. Арутюн (Церковь Вознесения), сооруженных на месте языческого храма в 305 году Григорием Просветителем. Во время же правления Ашота Багратуни и после этого, когда в течение 200 лет страной правил род Багратуни, определился рост экономики и культуры, началось строительство церквей и монастырей, в том числе и Севанаванка.
В конце VIII века на острове Севан обосновались несколько монахов, которые построили здесь свои кельи и часовню. Благодаря выгодному положению острова их количество увеличилось, началось активное строительство монастыря. Для возведения стен в скале вокруг острова был вырублен уступ, на который уложили большие каменные блоки. Стена опоясала остров, а над ней была сооружена сторожевая башня с воротами. Далее монахи построили три церкви, кельи и хозяйственные постройки.

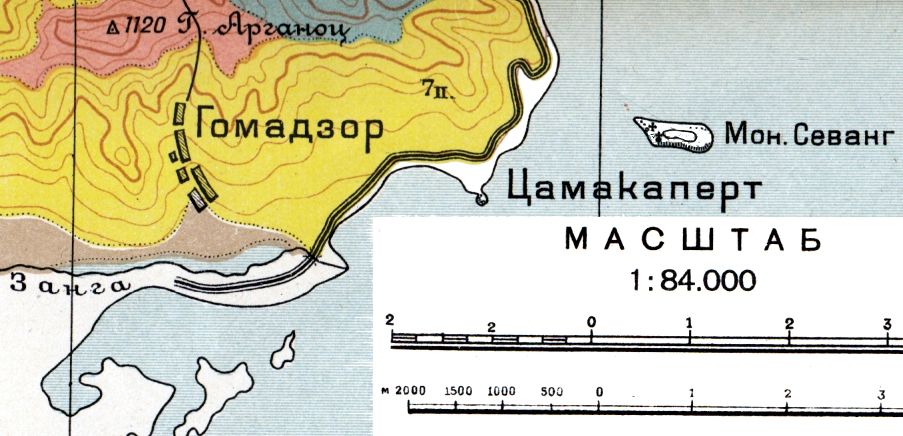
Монастырь Севанаванк на карте 1927 г.

Монастырь основан в 874 году принцессой Мариам — дочерью Ашота I Багратуни, и супругой князя Гехаркуника Васака Габура. В монастыре некоторое время жил царь Армении Ашот II Железный. Рядом со стенами обители он дал сражение арабским воинам, которые подошли к берегу Севана. В Севанской битве участвовали и монахи Севанаванка, которые по случаю победы объявили её волей Провидения.
В XVI—XVII веках были разрушены стены монастыря, а в 1930 году с острова уехал последний монах.
Сегодня монастырь вновь действует, при этом в нём действует духовная семинария имени Вазгена I.
До наших дней сохранились небольшие трехапсидные крестово-купольные Сурб Аракелоц (874г.) и Сурб Аствацацин(305г.). Резные деревянные двери церкви Аракелоц и резные капители её гавита хранятся в Историческом музее в Ереване.

## Галерея

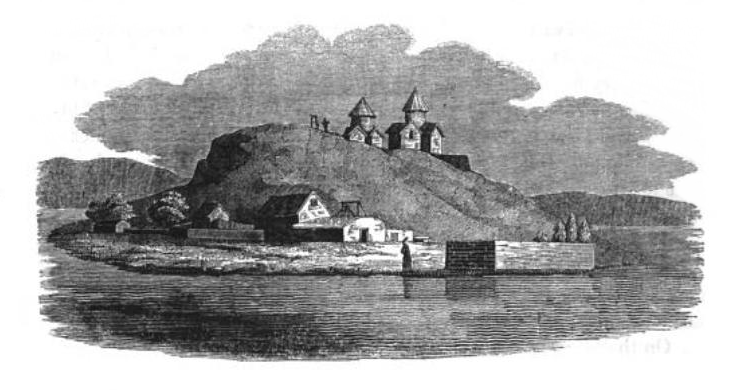
Изображение монастырей, 1818 год
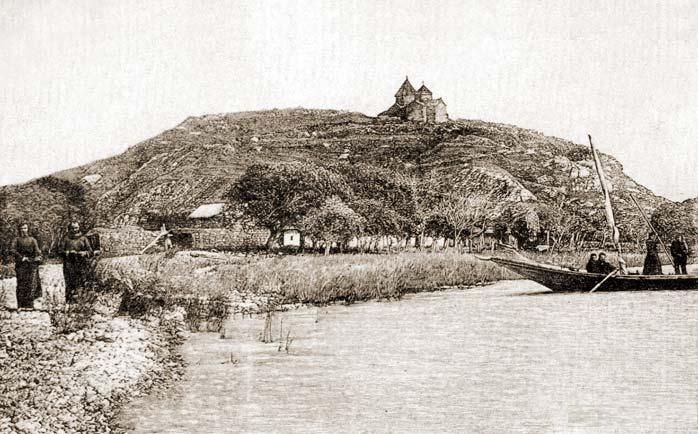
Фотография 1869 года
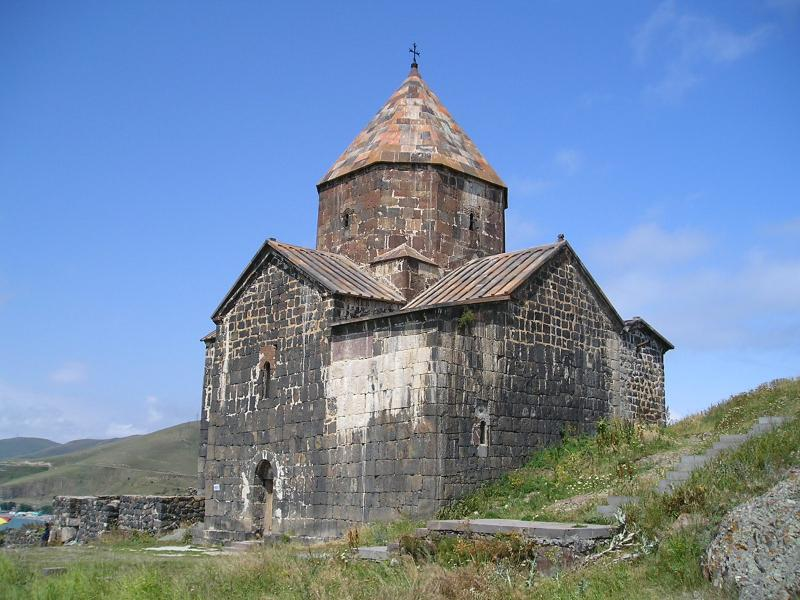
Сурб Аракелоц
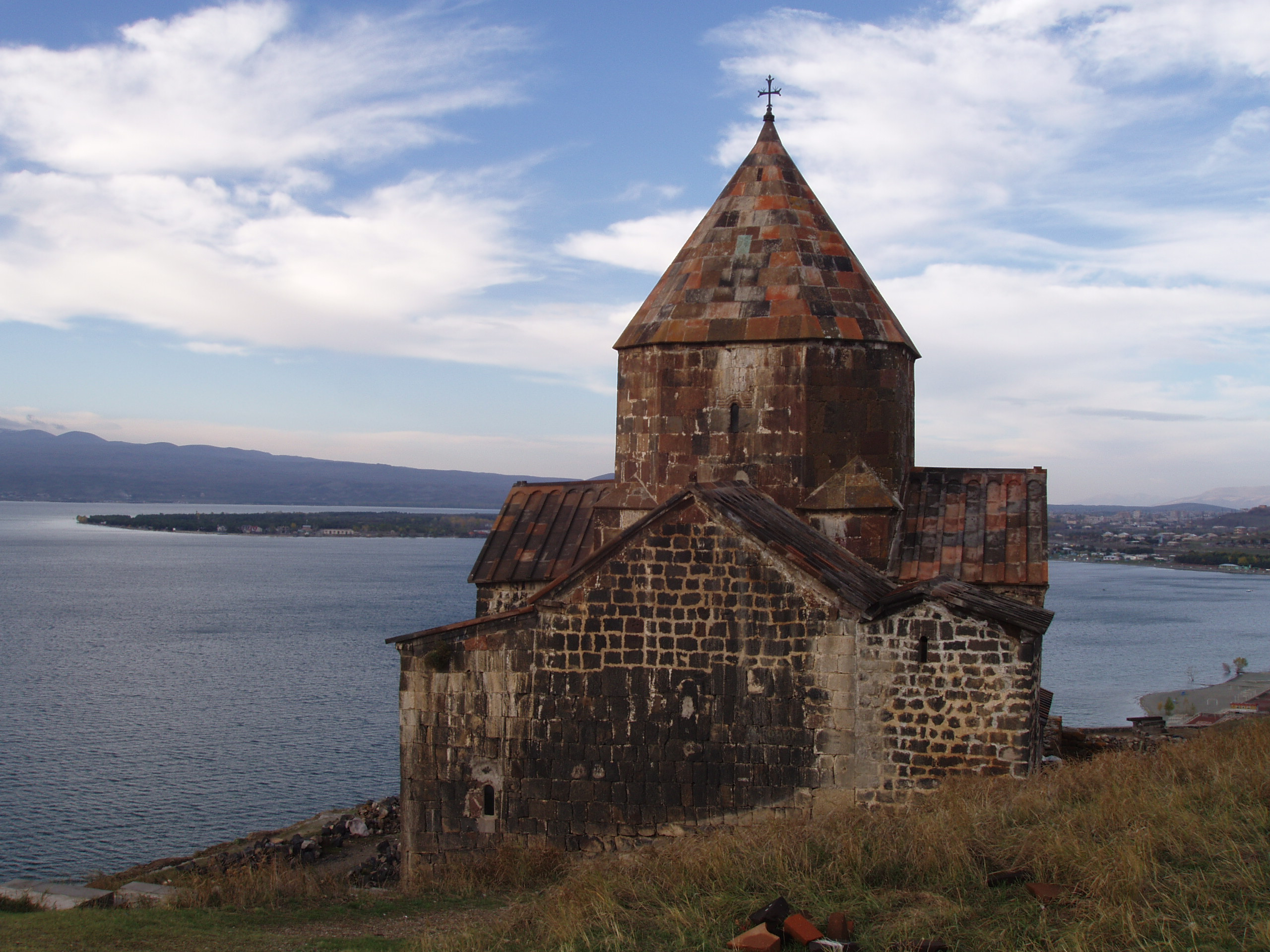
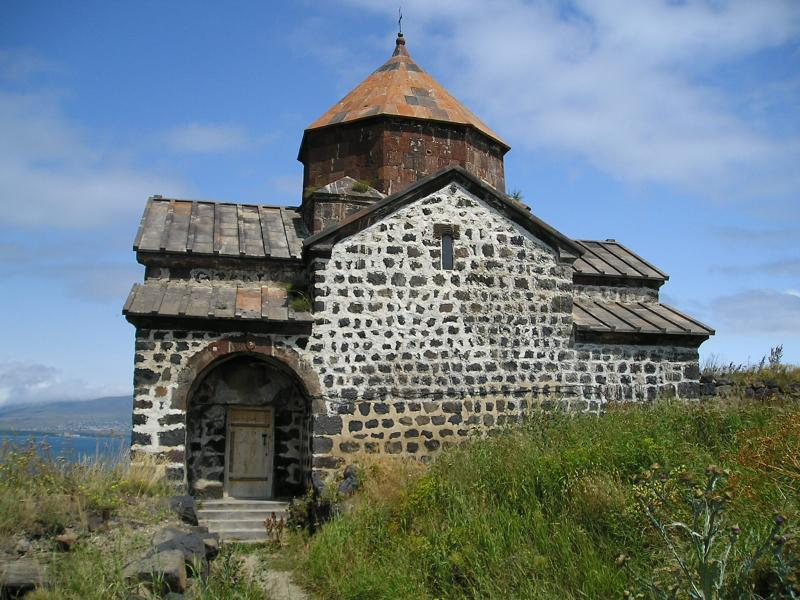
Сурб Аствацацин
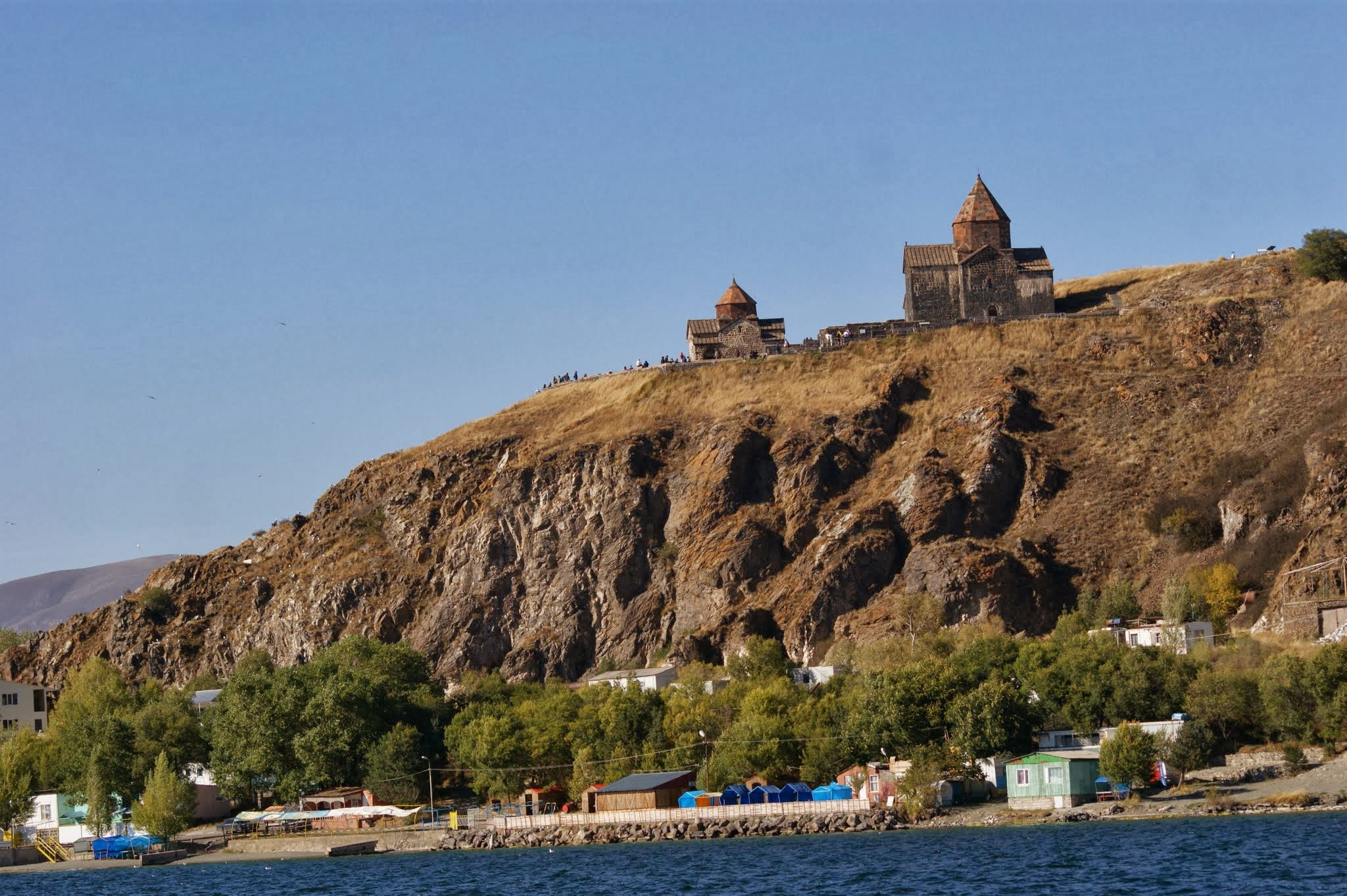
Вид на полуостров Севан
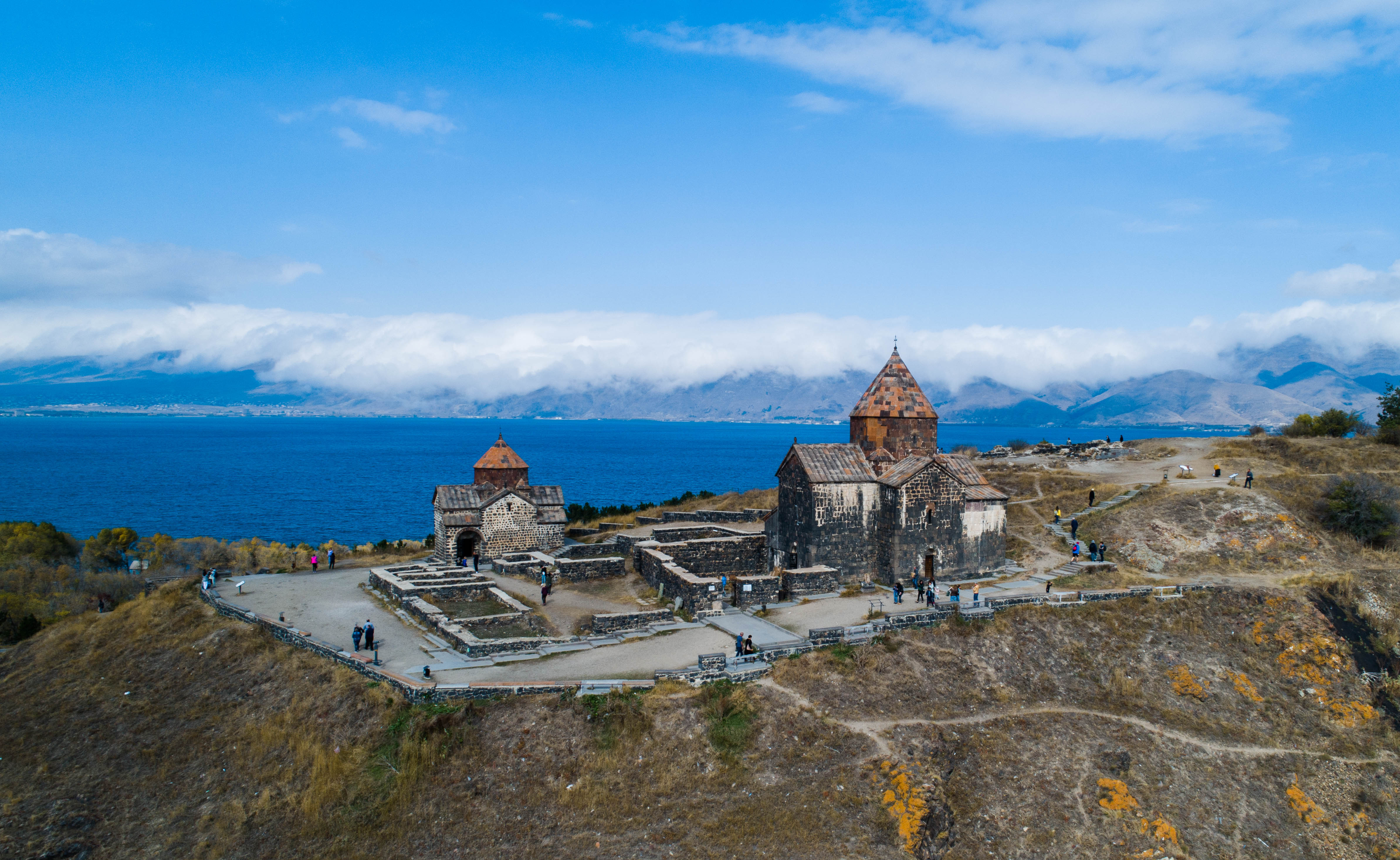
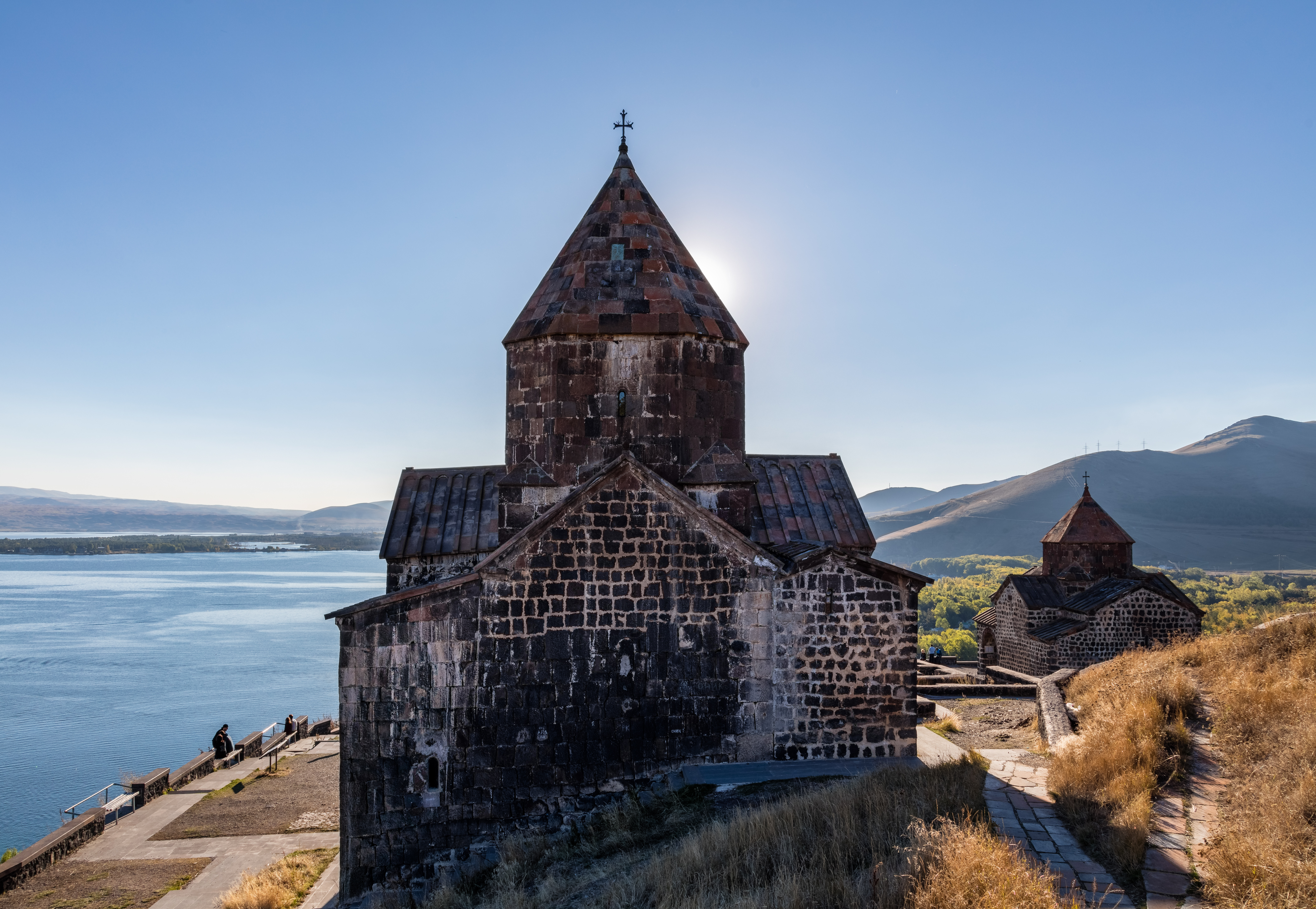
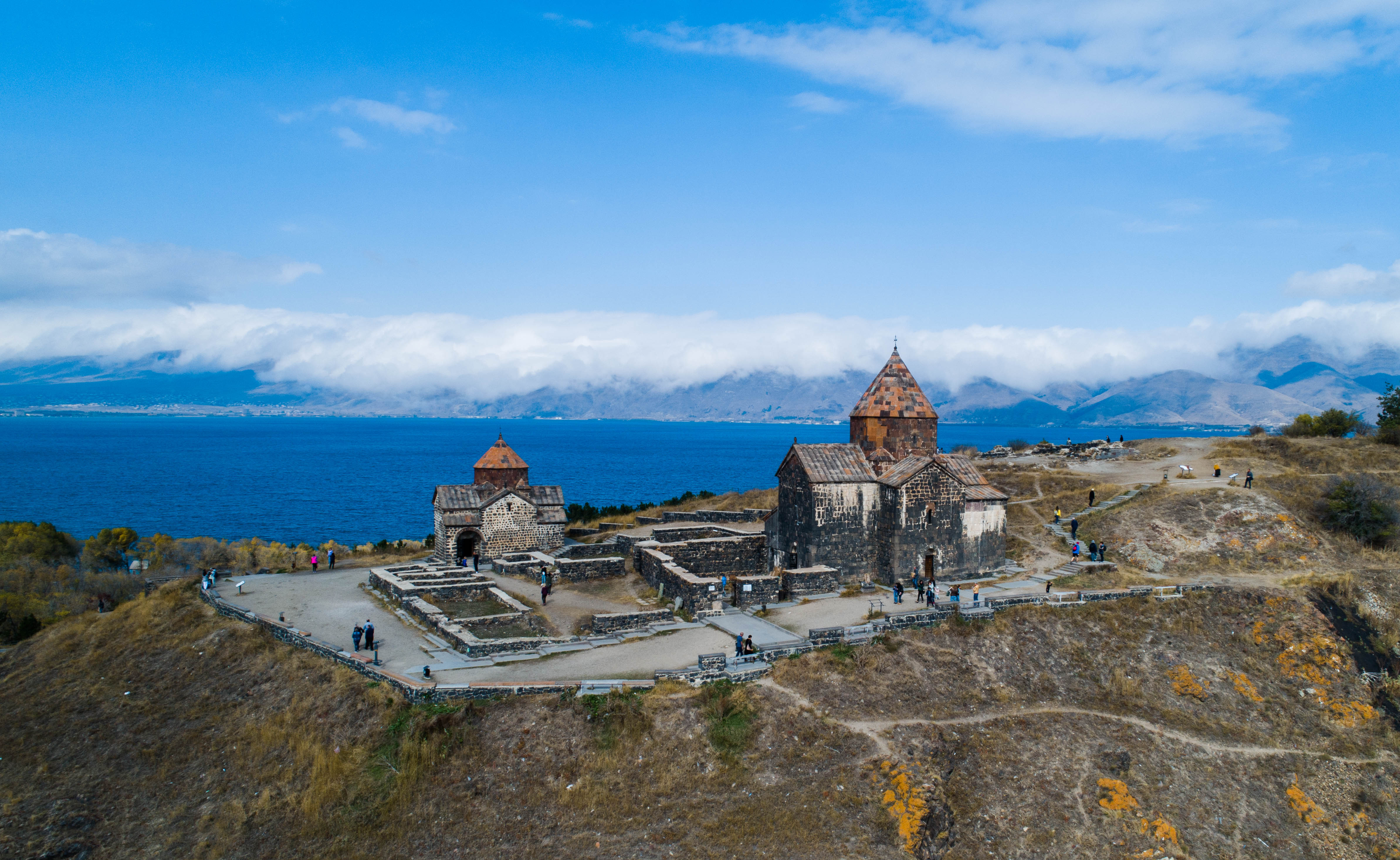
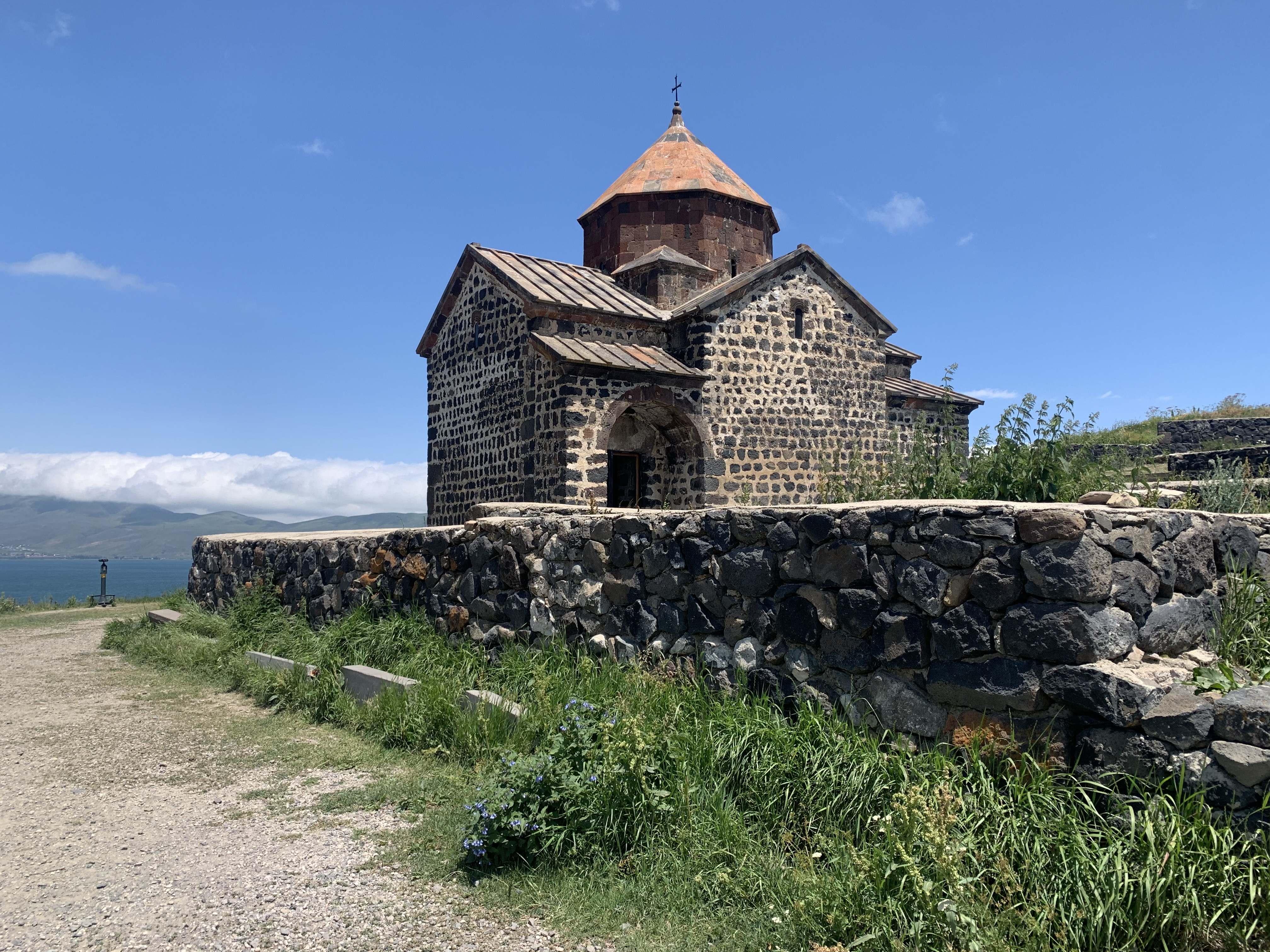
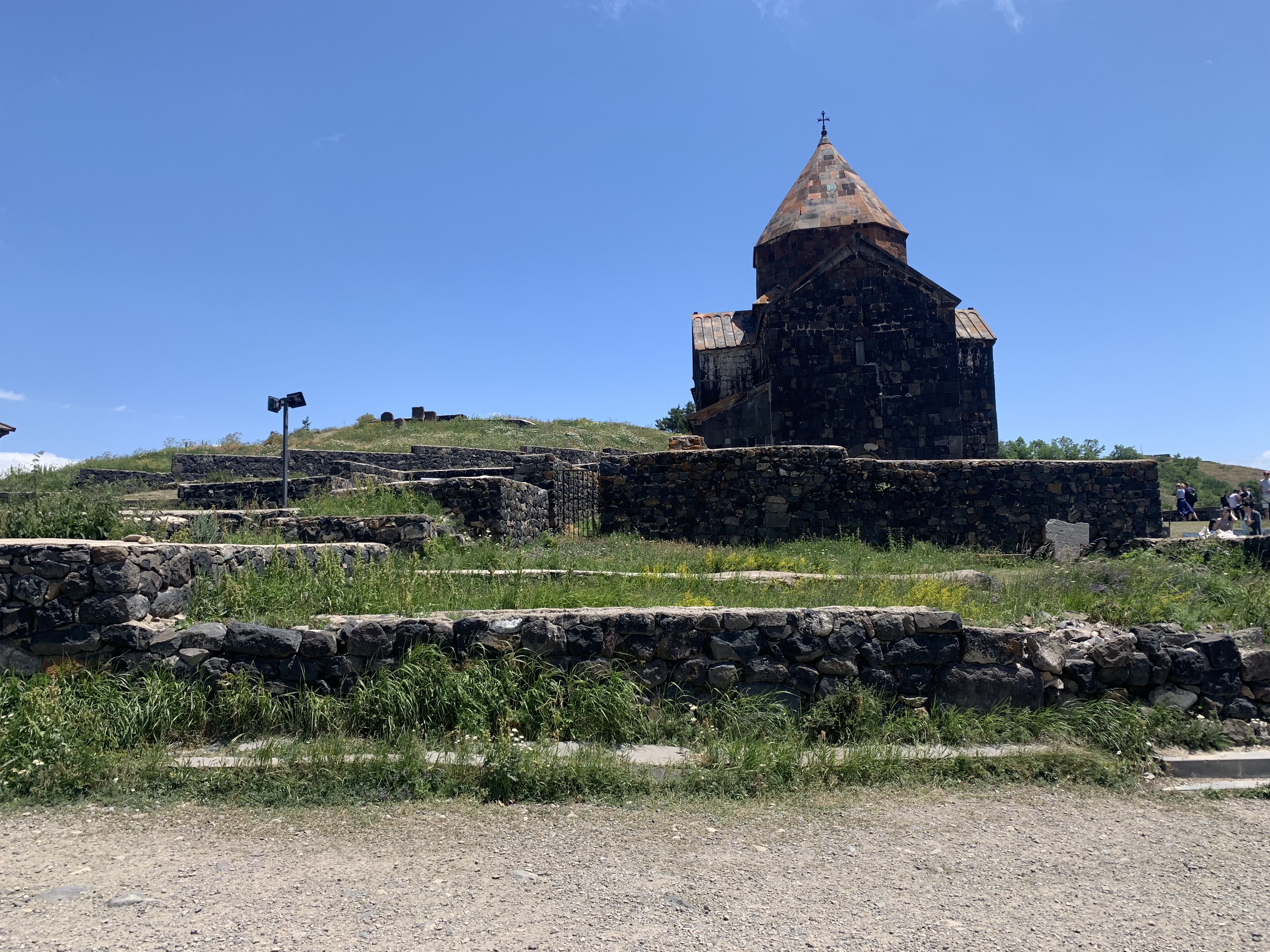
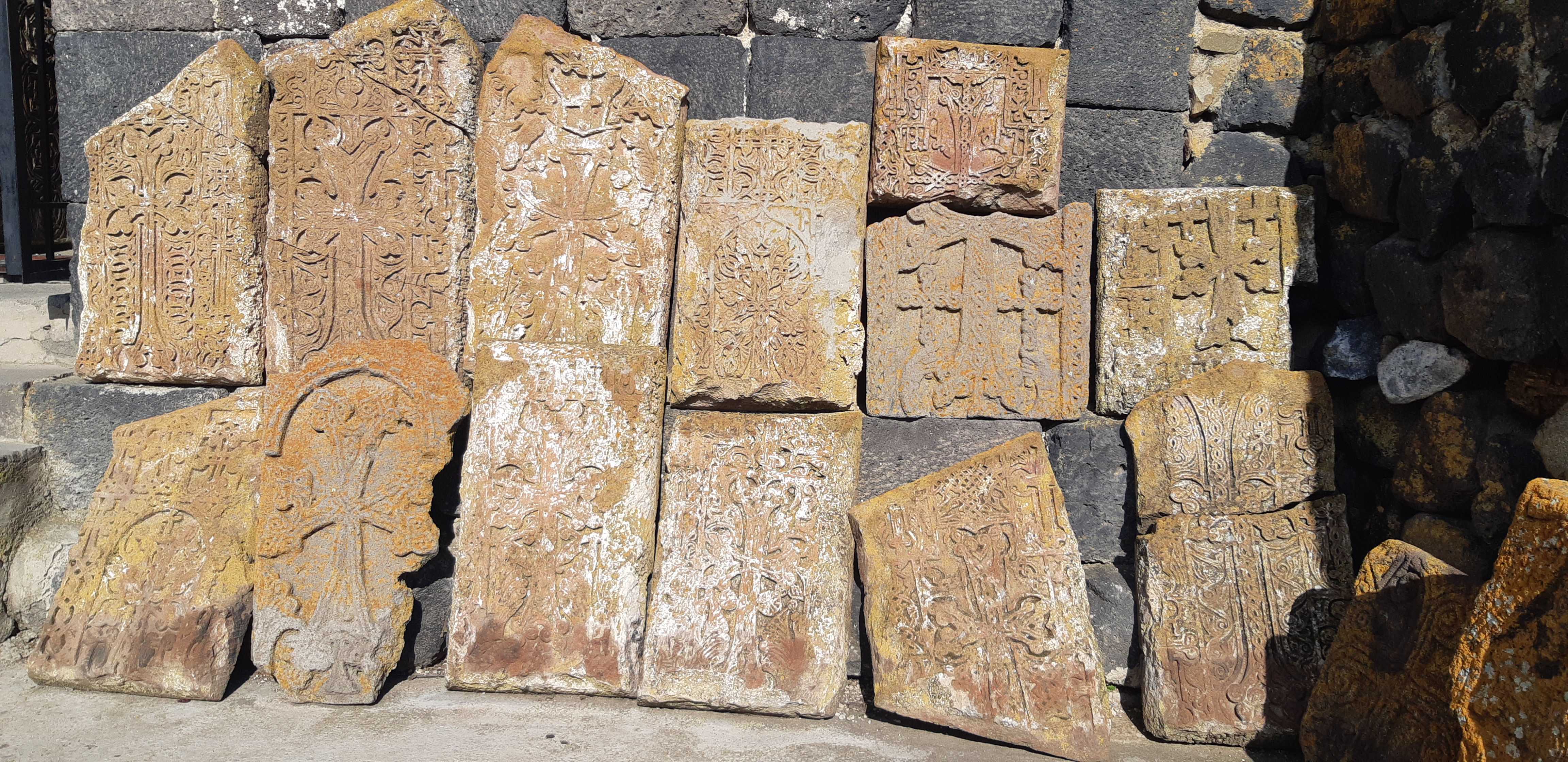
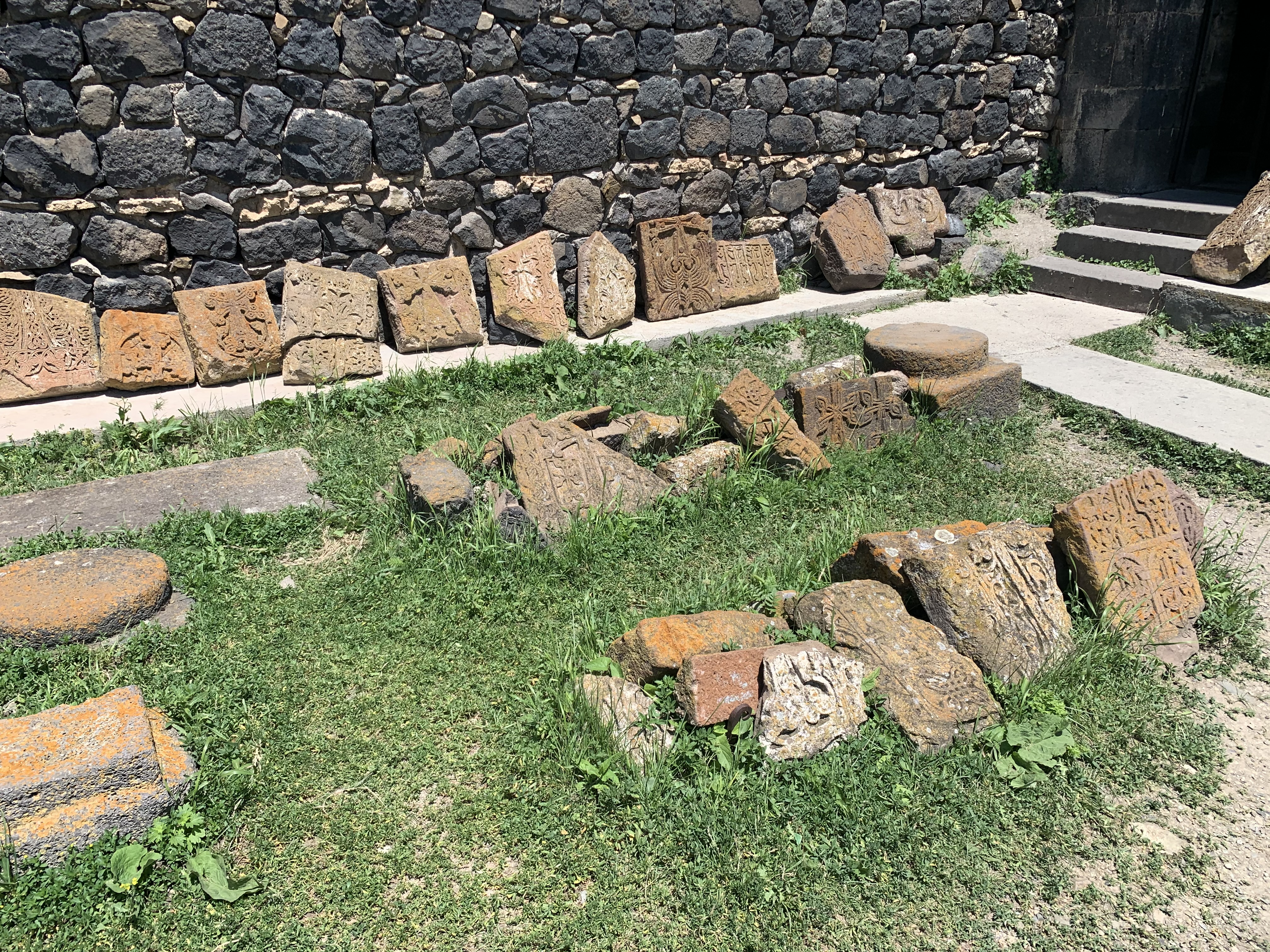
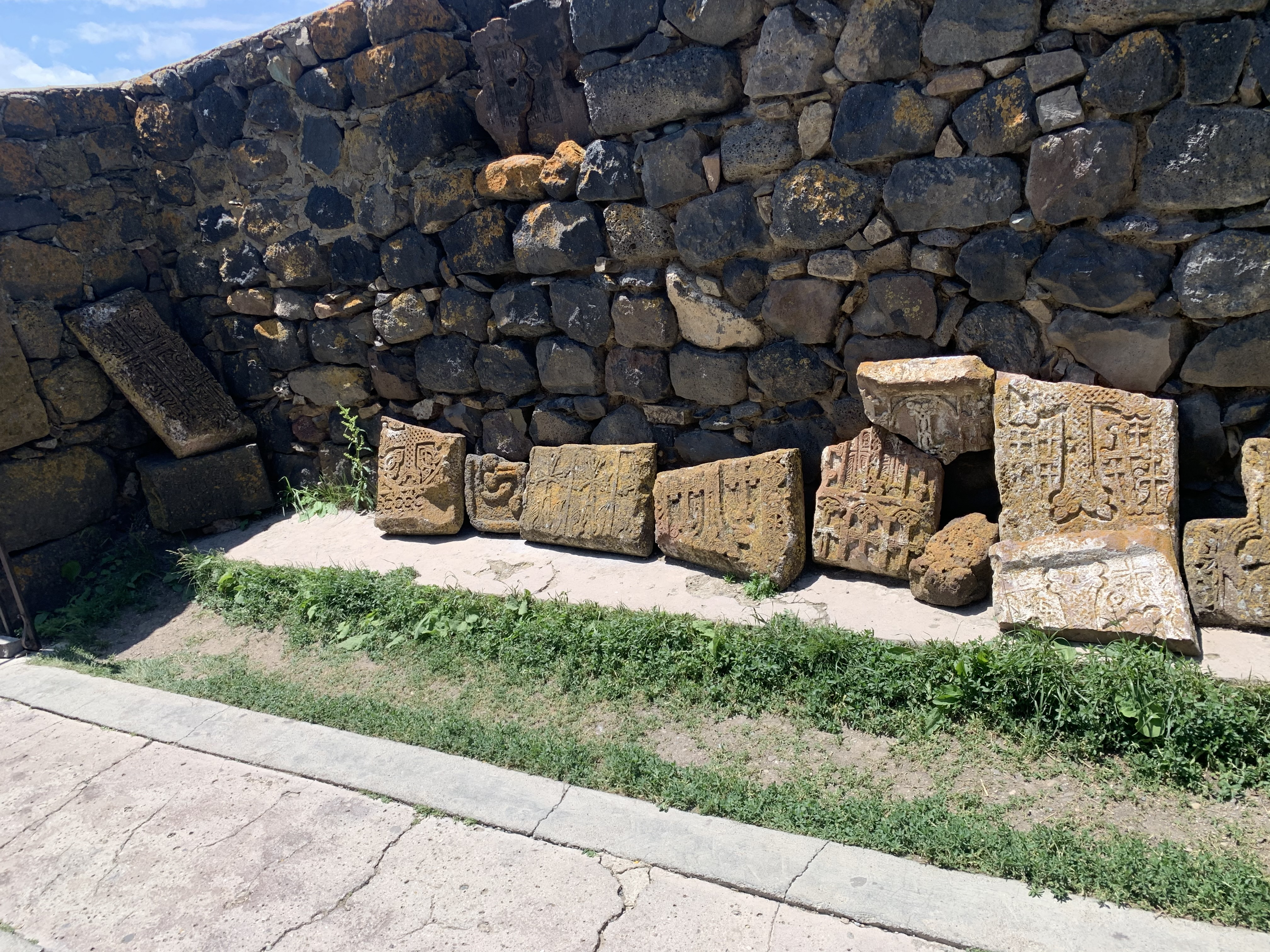
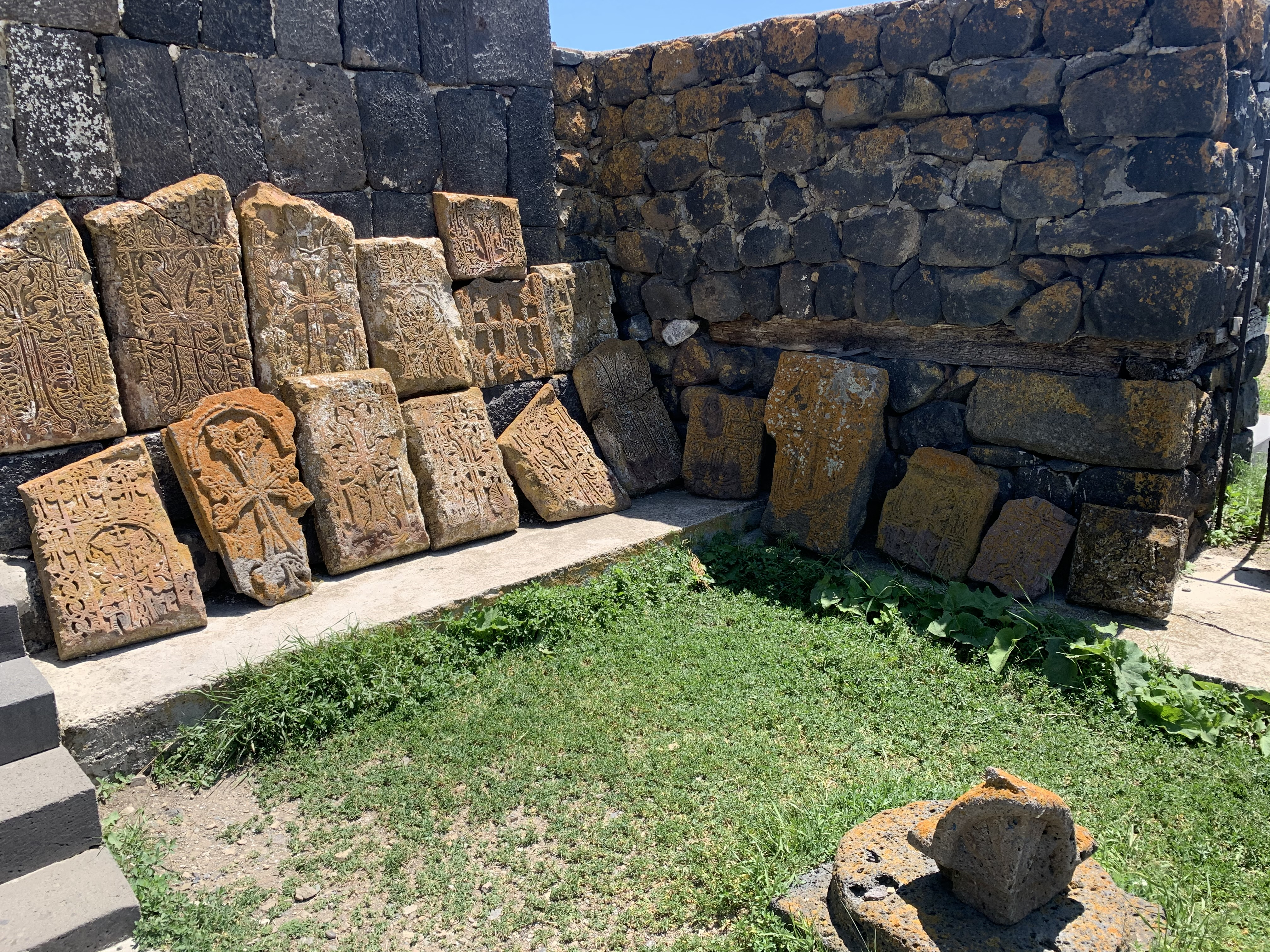
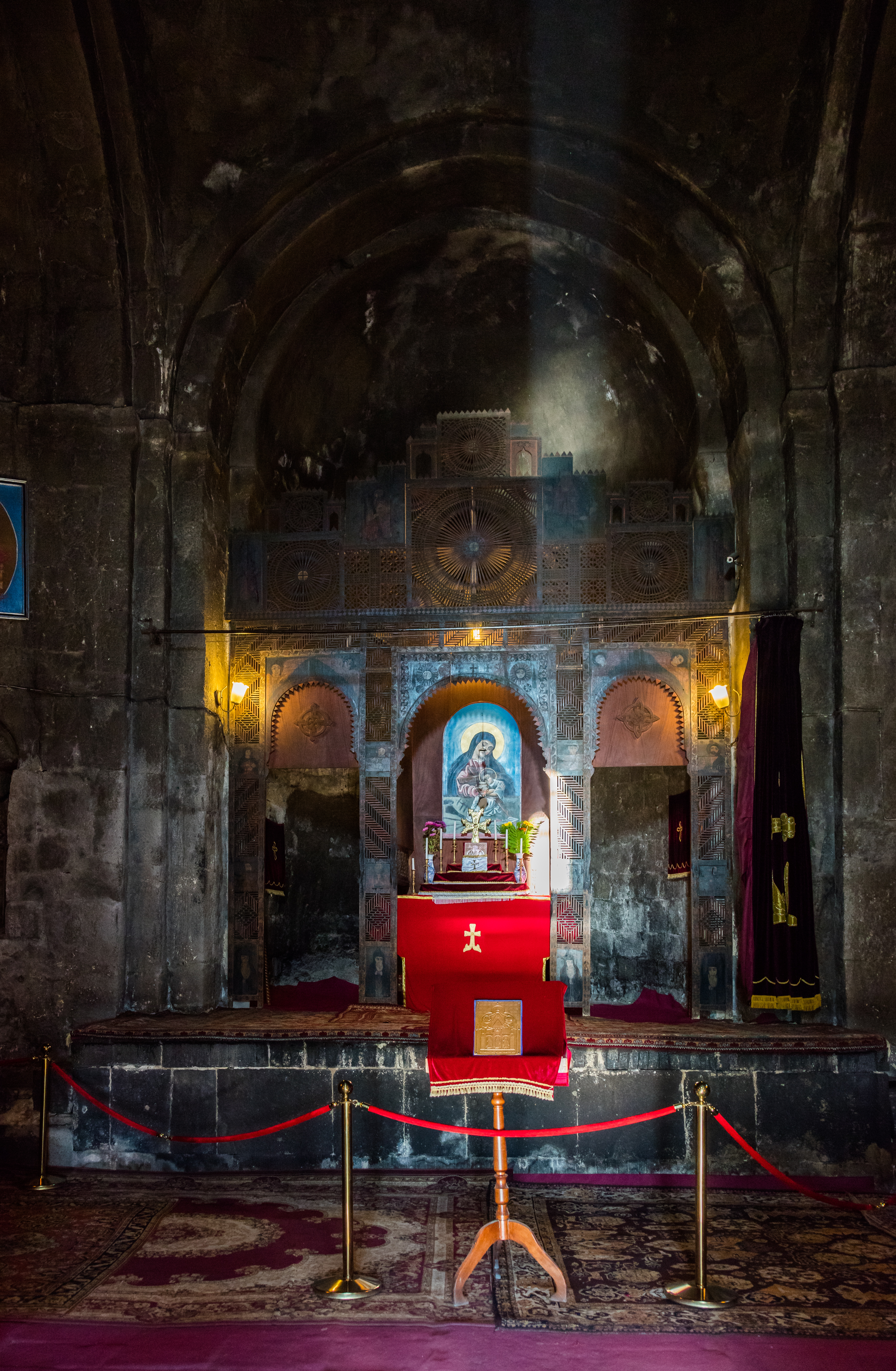
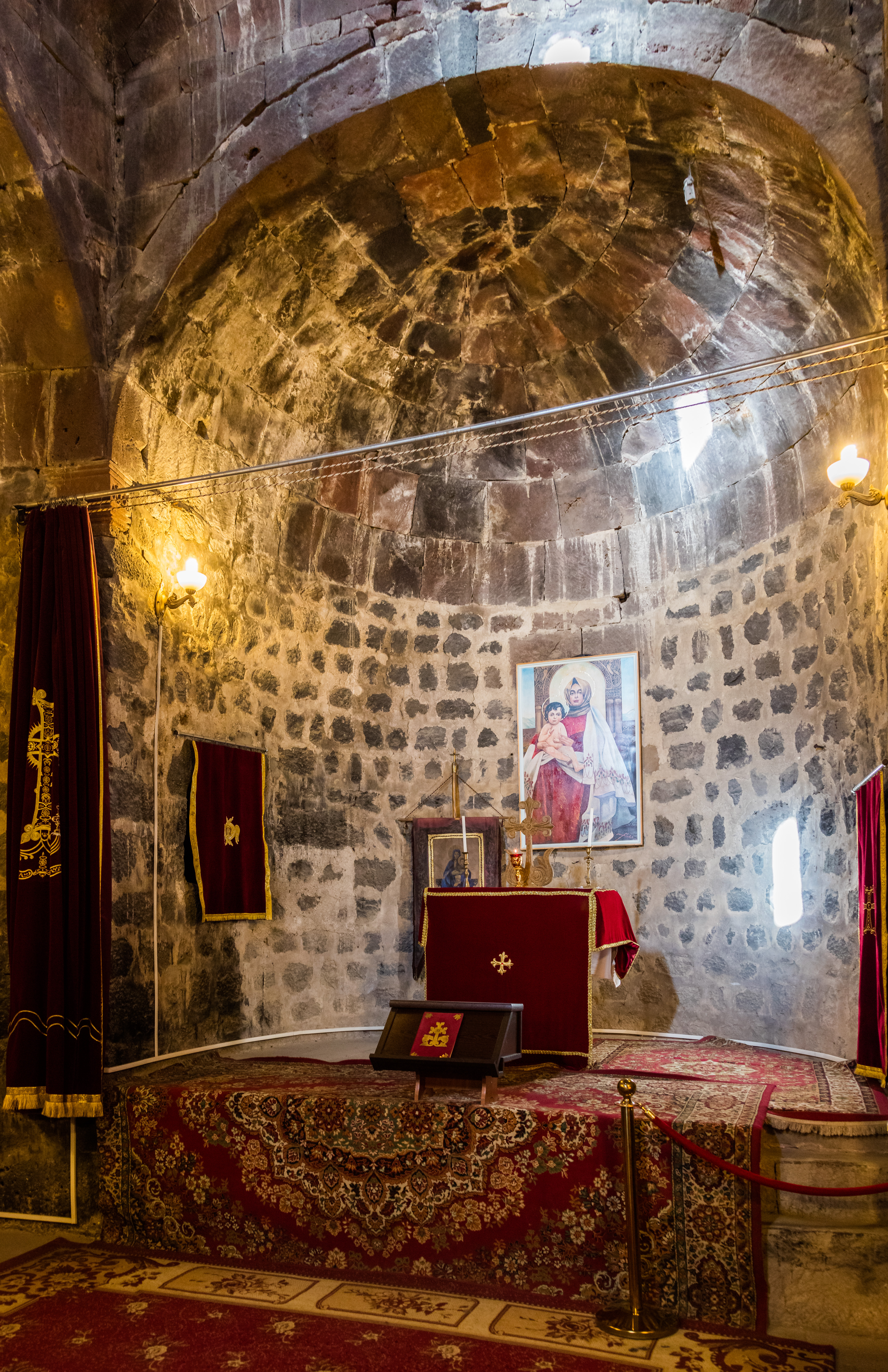
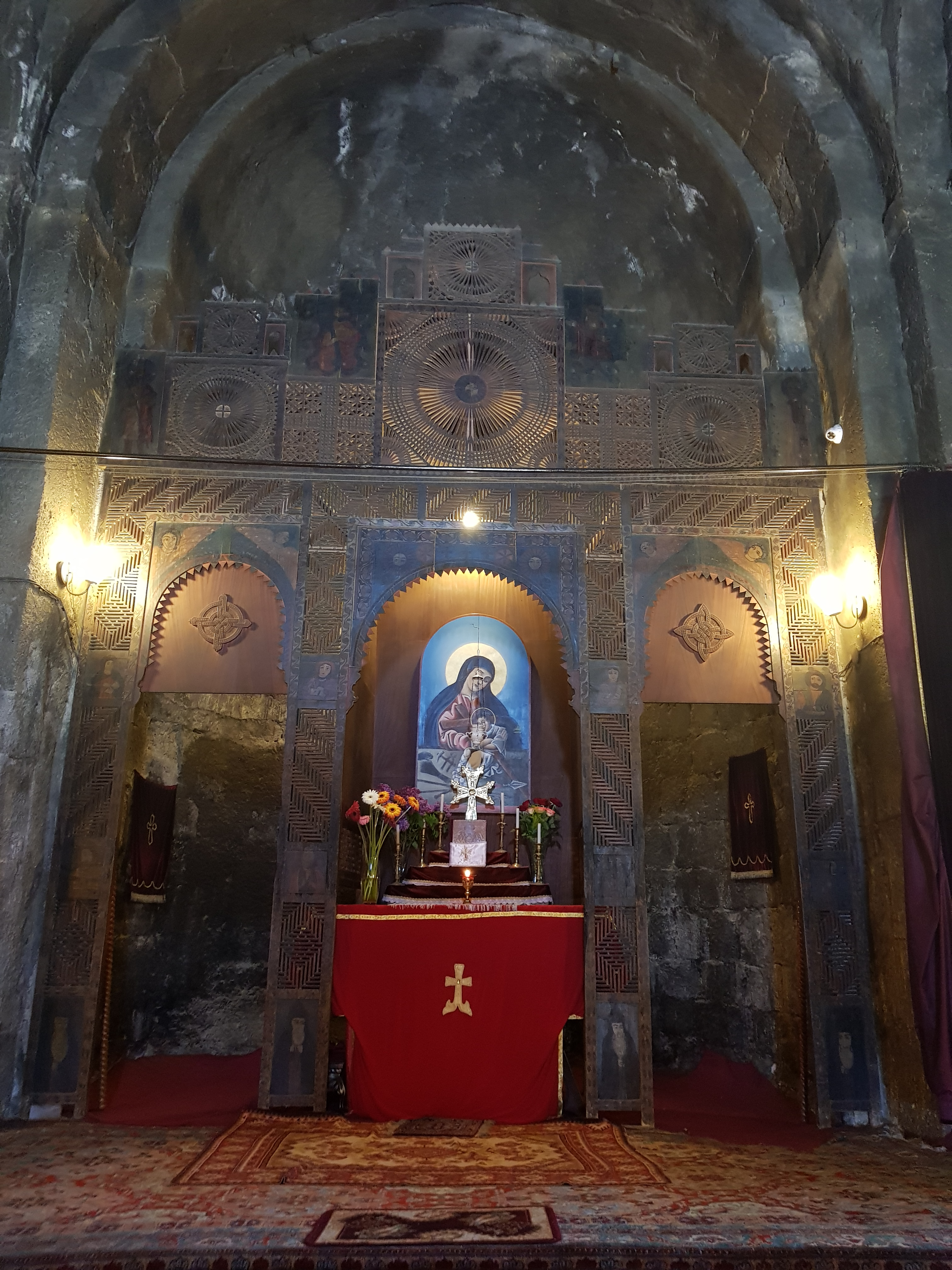